# كريستيان نودال
كريستيان خيسوس غونزاليس نودال (ب. كابوركا، سونورا، 11 يناير 1999) هو مغن وكاتب أغاني مكسيكي. تلقت أغنيته الأولى "Adiós amor"، التي نُشرت في عام 2017 تحت تصنيف Fonovisa القياسي، وحصلت على أكثر من 880 مليون مشاهدة على YouTube، والتي أطلقت من خلال شهرتها في وسائل الإعلام المختلفة في المكسيك والولايات المتحدة. 

## روابط خارجية
- كريستيان نودال على موقع IMDb (الإنجليزية)
- كريستيان نودال على موقع ميوزك برينز (الإنجليزية)
- كريستيان نودال على موقع أول ميوزيك (الإنجليزية)
- كريستيان نودال على موقع ديسكوغز (الإنجليزية)